# ルキウス・アエミリウス・マメルキヌス・プリウェルナス
ルキウス・アエミリウス・マメルキヌス・プリウェルナス(ラテン語: Lucius Aemilius Mamercinus Privernas、生没年不明)は、共和政ローマの政治家、軍人。執政官や独裁官など、古代ローマの要職を歴任した。

## 経歴
紀元前366年と紀元前363年に執政官を務めたルキウス・アエミリウス・マメルキヌスの子として生まれた。彼の家系であるアエミリウス氏族は古代ローマの中でも古くからのパトリキであった。
紀元前342年、ルキウス・アエミリウスは独裁官マルクス・ウァレリウス・コルウスの下で騎兵長官に就任した。翌年にはガイウス・プラウティウス・ウェンノ・ヒュプサエウスとともに執政官に選出されている。ルキウス・アエミリウスは第一次サムニウム戦争終結のため執政官としてサムニウムへ赴き、元老院議員らの賛同の下にこの戦争の和議を取り付けた。
元老院の和平を取り付けサムニウムから帰還したルキウス・アエミリウスであったが、ローマの平和は長く続かず、新たにラティウム戦争が目前に迫っていた。ティトゥス・リウィウスによると、ルキウス・アエミリウスの同僚たちは、ラティウム戦争が間近であるため執政官の任期前に辞任した方が良いと彼に話していたという。
紀元前335年、独裁官に就任し、紀元前329年にはガイウス・プラウティウス・デキアヌスとともに彼自身2度目の執政官就任を果たした。就任早々、ガリア人が南下しているという情報がローマに飛び込んだため、プリヴェルヌム地方でローマに反発する民族の鎮圧に当たっていたデキアヌスに代わり、ルキウス・アエミリウスが対ガリアのため軍備を整え始めた。しかし、後にガリア人南下の事実は存在しないことが分かったため、ルキウス・アエミリウスはガリアに対抗するため組織した軍をプリヴェルヌムへ派遣している。その結果、プルヴェルヌムはローマの軍門に降り、彼らは大きな勝利を手にした。
紀元前326年には揉めに揉めた末14人目のインテルレクスとして執政官選挙を実施、紀元前316年にはかつて自身が和平交渉に携わったサムニウムとの新たな戦争(第二次サムニウム戦争)により、再び独裁官に就任した。